# Jean Gallois
Jean Gallois (14 de junio de 1632 - 9 de abril de 1707) fue un académico francés y abad.

## Biografía
Gallois nació en París. Fue abad del priorato de Cuers y bibliotecario real. Fue nominado para la Académie des sciences en 1669 y elegido miembro de la Académie française en 1672. También fue miembro de la Académie des Inscriptions y se convirtió en su secretario permanente. Fue profesor de matemáticas, y luego de griego, en el Collège Royal desde 1686; el rey lo nombró su inspector, y al mismo tiempo fue elegido síndico por su asamblea de profesores.
Gallois fue cofundador con Denis de Sallo del Journal des sçavans, y dirigió su publicación desde 1666 hasta 1674. Los lectores del Journal encontraron que Sallo carecía de respeto de forma escandalosa, al tiempo que se quejaban de los artículos revisados por Gallois como simples compilaciones insulsas.
Gallois murió en París.
Voltaire lo llamó un erudito universal, y comentó sobre las lecciones de latín que se suponía que le había dado a  Colbert en su carruaje, viajando entre Versalles y París.

## Trabajos
Su Breviarium Colbertinum se publicó en 1679. Una traducción al inglés apareció en 1912-13.

## En laces externos
- Trabajos de o acerca de Jean Gallois en Internet Archive
- (en francés) Biography at the Académie française
- Bernard Le Bouyer de Fontenelle : Éloge de M. l'abbé Gallois (1707)

- Datos: Q1685541